# Irresistible Love
Irresistible Love (夜奔S anche conosciuto come Uncontrolled Love) è un film del 2016 diretto da Sun Cheng Zhi e Meng Rui.
L'opera, a tematica omosessuale, divisa in due parti, è basata sull'omonimo romanzo scritto da Lan Lin.
Degli ultimi 10 minuti della seconda parte sono disponibili due finali diversi.

## Trama

### Parte 1
Shu Nian, un bambino che vive in una chiesa orfanotrofio dove spera di trovare una buona famiglia che lo ami, viene adottato da Xie Yan, un bambino molto arrogante figlio di un grande magnate del settore immobiliare. Vent'anni dopo l'adozione Xie Yan torna a casa dopo un soggiorno di 6 anni a Londra e si rincontra con Shu Nian. Dopo qualche tempo a causa del disprezzo nei confronti degli omosessuali dimostrato da Xie Yan proprio dinnanzi alla propria fidanzata e a Shu Nian quest'ultimo, per via dell'amore provato segretamente per Xie Yan, decide di allontanarsi da lui per andare a studiare all'estero anche se, in segreto, torna nella sua città natale e incomincia a lavorare in un club.
Di ritorno verso casa dal lavoro Shu Nian soccorre Ke Luo, un orfano che dispone, grazie all'eredità di famiglia, del 20% dell'impresa Ke's Holdings. Ke Luo e Shu Nian con il tempo si avvicinano e quest'ultimo tratta Ke Luo come fosse il suo fratellino. Nel frattempo Jiang Yao, fidanzata di Xie Yan, inizia a tramare la sua vendetta contro Shu Nian dopo che Xie Yan l'ha scaricata (imputandogli la colpa della decisione). Jiang Yao riesce a trovare le tracce di Shu Nian e per vendetta ingaggia alcuni uomini per violentarlo ma Xie Yan, che lo stava cercando, riesce a trovarlo in tempo salvandolo. Dopo aver intimato a Jiang Yao di non avere più contatti con loro due Xie Yan si rende conto che Shu Nian è l'unica persona che lo può aiutare a raffreddare il suo forte temperamento e gradualmente inizia a cambiare i propri sentimenti per lui incominciando a provare dell'amore nei suoi confronti.

### Parte 2
Sia Xie Yan che Shu Nian non sono ancora in grado di affrontare i loro sentimenti l'uno per l'altro ma Xie Yan si rende conto che Shu Nian è la persona giusta per lui ma quest'ultimo continua a evitarlo temendo delle forti ripercussioni negative sia personali che sociali. Nel frattempo Ke Luo porta scompiglio nella cena aziendale organizzata dalla Xie's Holdings ma viene aiutato da Shu Nian per la seconda volta.
Qualche tempo dopo Xie Yan decide di fare un viaggio all'estero per seguire un progetto solo dopo aver fatto promettere a Shu Nian di rispondere a tutte le sue chiamate. Shu Nian e Ke Luo si avvicinano sempre di più e, dopo il ritorno dall'estero di Xie Yan estremamente arrabbiato per la mancanza di risposte alle sue chiamate da parte di Shu Nian, proprio il giorno del compleanno di Ke Luo quest'ultimo confessa a Shu Nian il suo amore che Shu declina invitandolo ad andare a studiare all'estero (la mattina dopo Shu Nian scoprirà che Ke Luo è scomparso e che gli ha intestato tutto il suo pacchetto azionario).
Inaspettatamente tale Xia Jun (una ragazza che Xie Yan aveva precedentemente incontrato casualmente per strada scambiandola per Shu Nian) si presenta nella vita di Xie Yan proponendogli un matrimonio e, nonostante tutte le sue resistenze e nonostante la successiva rivelazione che Xie Yan "ama i ragazzi", lei non demorde. Xia Jun, tramite un subdolo piano, tramortisce Xie Yan con un taser e lo porta in una camera d'albergo per simulare un rapporto sessuale tra loro due al fine di ottenere un matrimonio riparatore con il beneplacito delle loro famiglie.
Proprio quando Xie Yan sta dichiarando alle loro famiglie riunite la verità su quanto accaduto Xia Jun si sente male dopo aver mangiato dei gamberetti preparati da Shu Nian che non tarderà ad accusare di averla avvelenata. Shu Nian, a causa dell'accusa di avvelenamento e del rapporto omosessuale ormai conclamato con Xie Yan, viene licenziato dal padre di quest'ultimo anche se, dopo qualche tempo, emerge un referto medico che rivela come l'avvelenamento alimentare di Xia Jun fu dovuto a diverse tazze di caffè che aveva bevuto molte ore prima di incontrare Shu Nian. Devastato dal fatto che suo padre l'abbia cacciato Xie Yan fa di tutto per ritrovarlo.

#### Finale negativo
Tre mesi dopo Xie Yan viene a sapere che Shu Nian è stato investito da un'automobile e dal momento che non aveva parenti prossimi per pagare le spese sanitarie gli è stato rifiutato un trattamento medico adeguato causandogli la morte. La scoperta dell'evento lascia Xie Yan devastato e sconvolto.

#### Finale positivo
Tre anni dopo la sparizione di Shu Nian, Xie Yan non si dà pervinto e lo sta sempre ossessivamente cercando fin quando non incontra Ke Luo che lo informa come, un anno prima, Shu Nian gli ha trasferito, in maniera indiretta, le azioni che lui gli aveva precedentemente intestato. Quest'ultimo gli consegna il bollo di spedizione con cui gli è arrivata la lettera contenente il cambio di proprietà nella quale compare, come unica informazione utile, la città dalla quale è stata spedita, Leyao city. Xie Yan si precipita nel luogo indicato e cerca disperatamente Shu Nian fin quando non s'imbatte, casualmente, in un giardiniere zoppicante dal volto coperto da una mascherina in cui riconosce, dopo qualche esitazione, l'amato. Xie Yan è scioccato nel sentire che Shu Nian ha avuto un incidente d'auto tre anni prima e ciò gli ha causato uno sfregio sul viso e la sua attuale zoppia. Sebbene le forti reticenze di Shu Nian causate dall'idea di non essere all'altezza di Xie Yan (soprattutto a causa dell'incidente subito) i due confessano i loro sentimenti reciproci e si baciano più innamorati che mai.

## Personaggi
- Shu Nian, interpretato da Wang Bowen (da adulto) e Cai-Zhuo En (da bambino)
Orfano adottato da Xie Yan. Dimostra molta timidezza e grande disponibilità con chiunque.
- Xie Yan, interpretato da Meng Rui (da adulto) e Cai-Quan En (da bambino
Figlio di un grande magnate del settore immobiliare è molto possessivo e possiede una personalità flemmatica.
- Jiang Yao, interpretata da He-Ya Meng
Fidanzata di Xie Yan ossessionata da lui.
- Xia Jun, interpretata da Li Na
Ragazza misteriosa che vuole sposare Xie Yan.
- Ke Luo, interpretato da Zhou Jun-Chao
Orfano molto ricco che diventerà per Shu Nian un fratello minore.
- Padre di Xie Yan, interpretato da Guo Han
Estremamente conservatore vuole che Xie Yan prenda moglie.
- Madre di Xie Yan, interpretata da Liu Xia
- Manager Zhao, interpretato da Liu Huan
- Suora della chiesa orfanotrofio, interpretata da Li-Dan Yi
- Segretario, interpretato da Chen-Ding Wen Si
- Chen Bo, interpretato da Quan-Li Bao

## Distribuzione
Il primo capitolo venne distribuito il 28 giugno 2016 mentre il secondo fu reso disponibile il 20 agosto dello stesso anno.